# Емсдеттен
Емсдеттен (нім. Emsdetten) — місто в Німеччині, знаходиться в землі Північний Рейн-Вестфалія. Підпорядковується адміністративному округу Мюнстер. Входить до складу району Штайнфурт.
Площа — 71,89 км2. Населення становить 36 068 ос. (станом на 31 грудня 2020).

## Географії

### Сусідні міста та громади
Емсдеттен межує з 7 містами / громадами:
- Райне
- Герстель
- Зербек
- Грефен
- Нордвальде
- Штайнфурт
- Ноєнкірхен

## Галерея

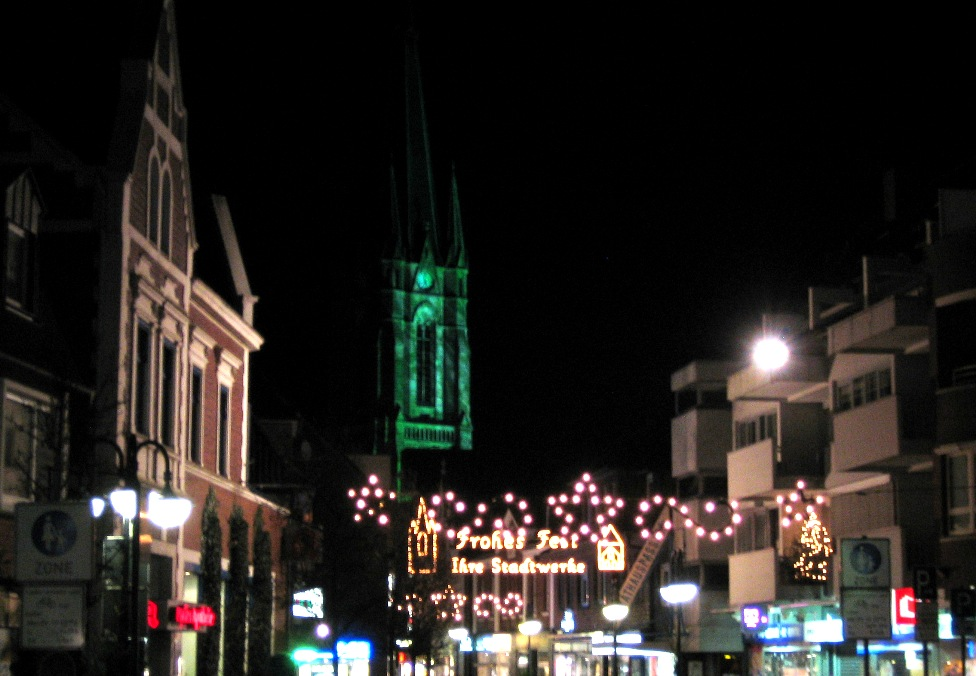
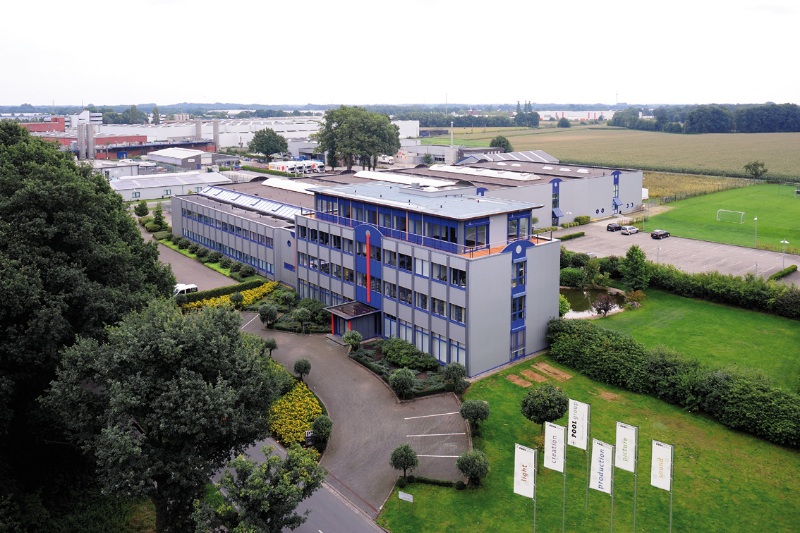
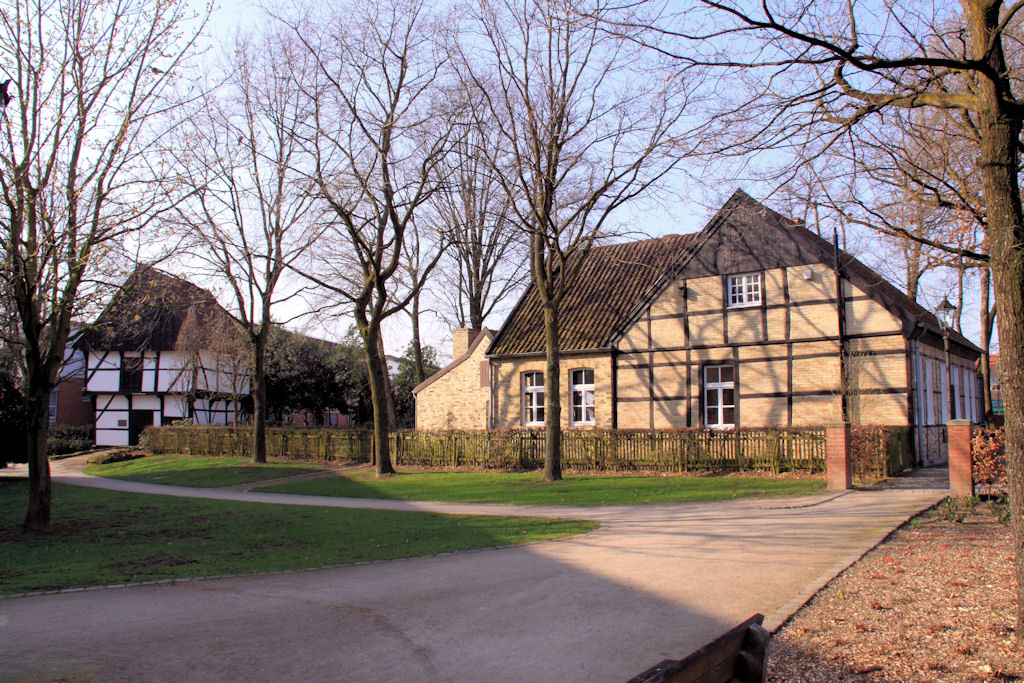
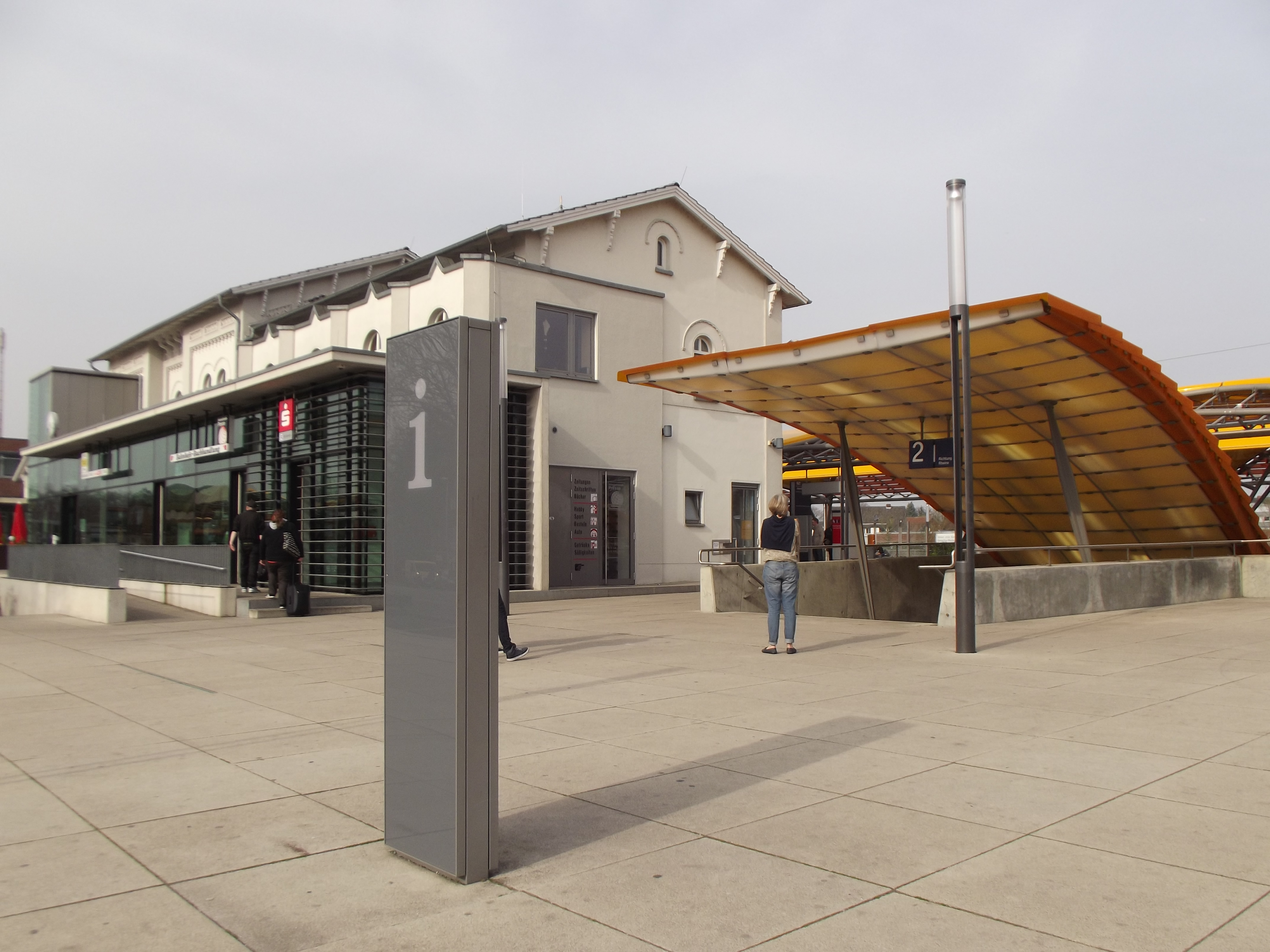
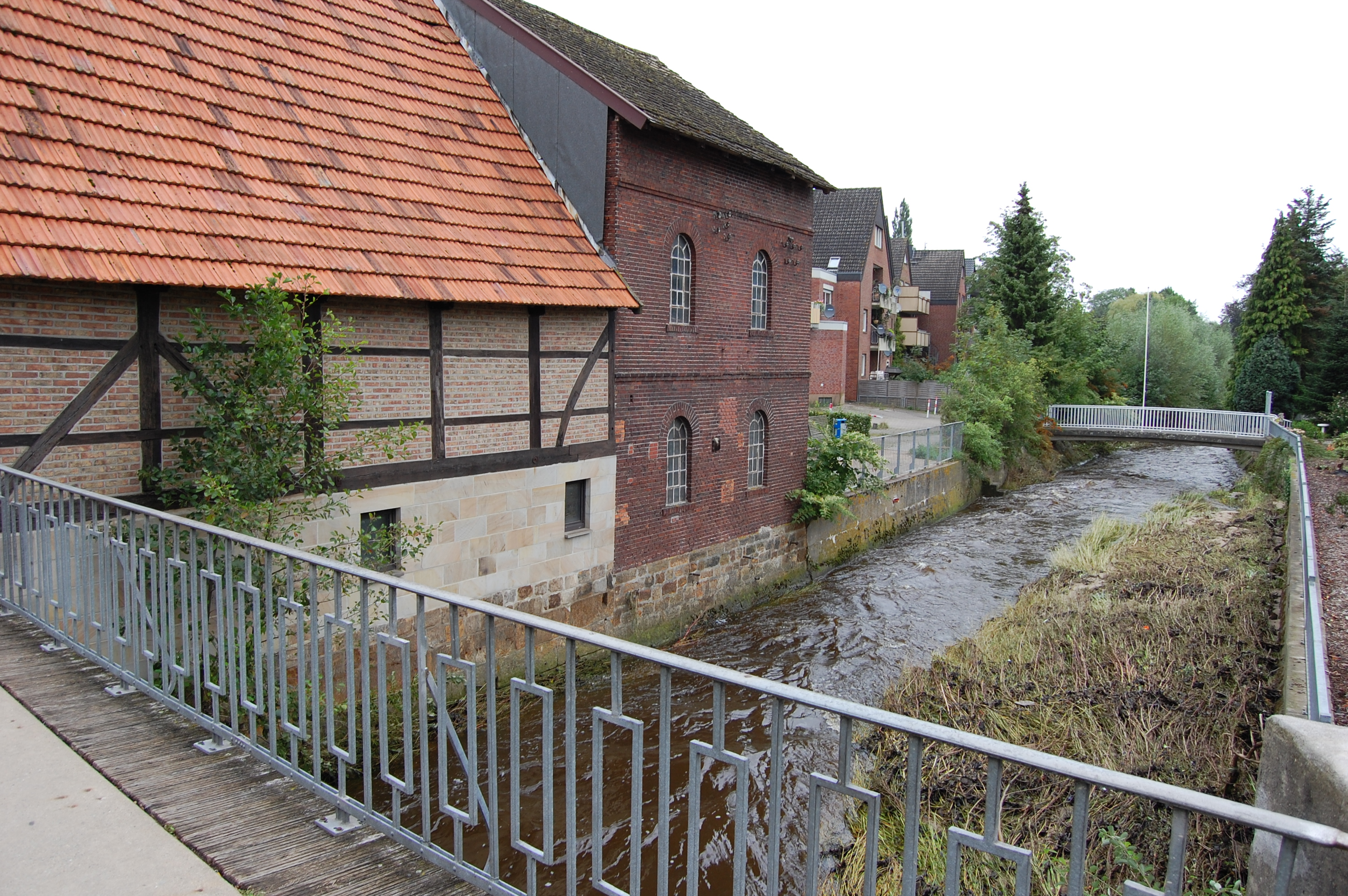
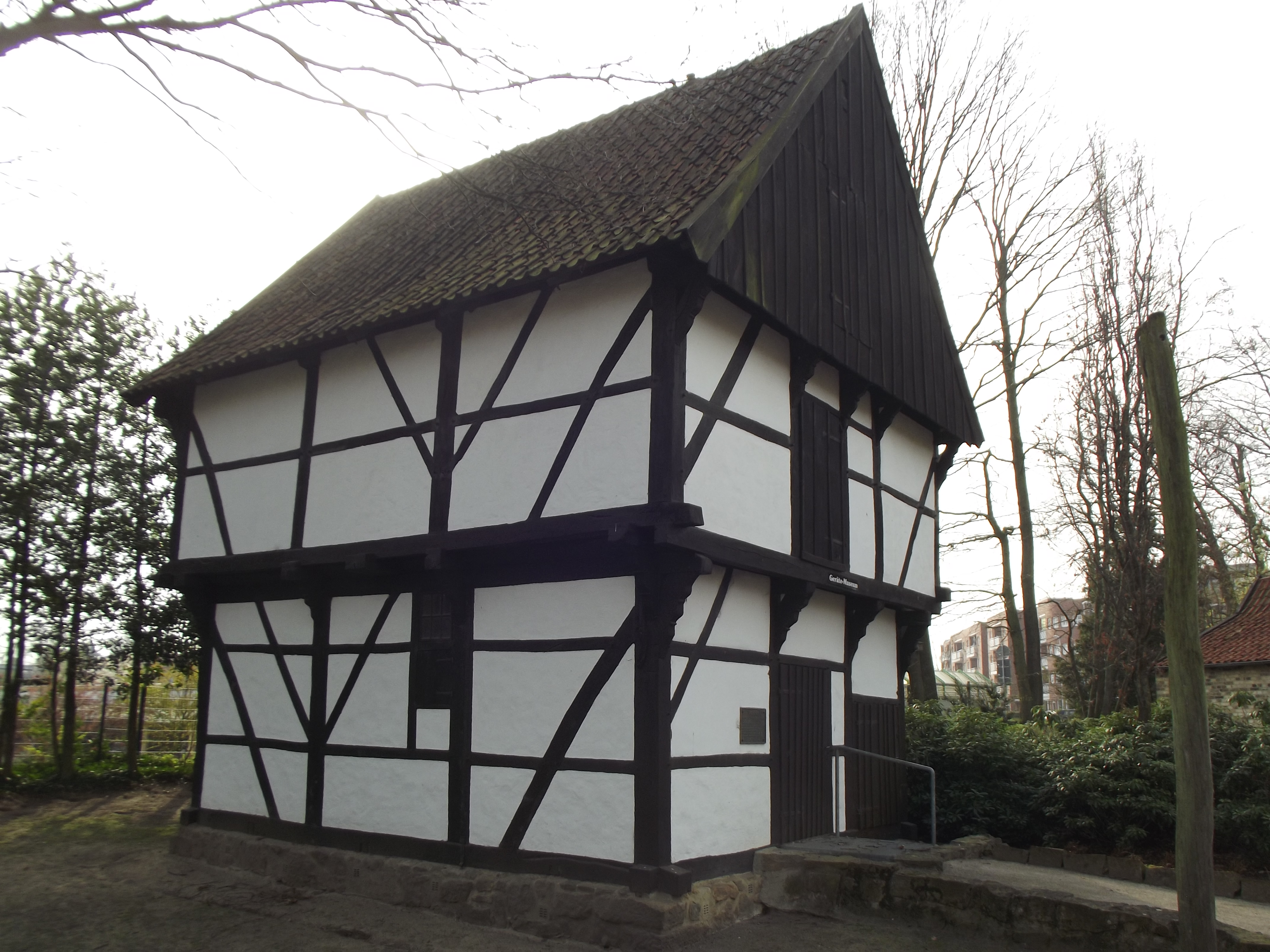

### Адміністративний поділ
Місто  складається з 8 районів:
- Емсдеттен
- Алінтель
- Аустум
- Гемберген
- Голлінген
- Ізендорф
- Зіннінген
- Вестум

## Відомі особистості
В поселенні народилась:
- Валерія Ніхаус (* 1974) — німецька акторка.